# MP Motorsport
MP Motorsport é uma equipe neerlandesa de automobilismo que disputa atualmente os Campeonatos de Fórmula 2 e Fórmula 3 da FIA, além do Campeonato Espanhol de Fórmula 4, 24H Series, Campeonato de Fórmula Regional Europeia, Campeonato de Fórmula 4 dos Emirados Árabes Unidos e F1 Academy. Sua sede localiza-se em Westmaas.

## História
Fundada em 1995, inicialmente disputava campeonatos de automobilismo locais, como a Fórmula Benelux e a Fórmula Ford neerlandesa. Em 2003, migrou para as divisões Eurocopa e Neerlandesa da Fórmula Renault 2.0.
Competiu ainda na Auto GP até 2013, disputando simultaneamente com a GP2 Series, substituindo a Scuderia Coloni. sendo que nesta teve como pilotos o neerlandês Daniël de Jong (todas as provas), o inglês Adrian Quaife-Hobbs (rodadas 1 a 6) e o espanhol Dani Clos (rodadas 7 a 11). No total, marcou 54 pontos — inclusive com um pódio, com o segundo lugar de Clos, na corrida longa de Hungaroring.
Para 2014, a MP manteve De Jong no primeiro carro, enquanto que o cipriota Tio Ellinas e o dinamarquês Marco Sørensen alternavam na pilotagem do #21.

## Pilotos
- Daniël de Jong (2013-)
- Adrian Quaife-Hobbs (2013)
- Dani Clos (2013)
- Riccardo Agostini (2013 - Auto GP)
- Meindert van Buuren (2013 - Auto GP)
- Tio Ellinas (2014)
- Marco Sørensen (2014)

## Títulos
Campeonatos de equipes
- Campeonato Espanhol de F4: 2016, 2017 e 2018
- Fórmula 2: 2022

Campeonatos de pilotos
- Fórmula Ford Neerlandesa:
2000 (Patrick Koel) e 2002 (Jaap van Lagen)
- SMP Fórmula 4: 2016 (Richard Verschoor) e 2017 (Christian Lundgaard)
- Campeonato Espanhol de F4: 2016 (Richard Verschoor), 2017 (Christian Lundgaard) e 2018 (Amaury Cordeel)
- Fórmula 2: 2022 (Felipe Drugovich)